# Inari (Kami)

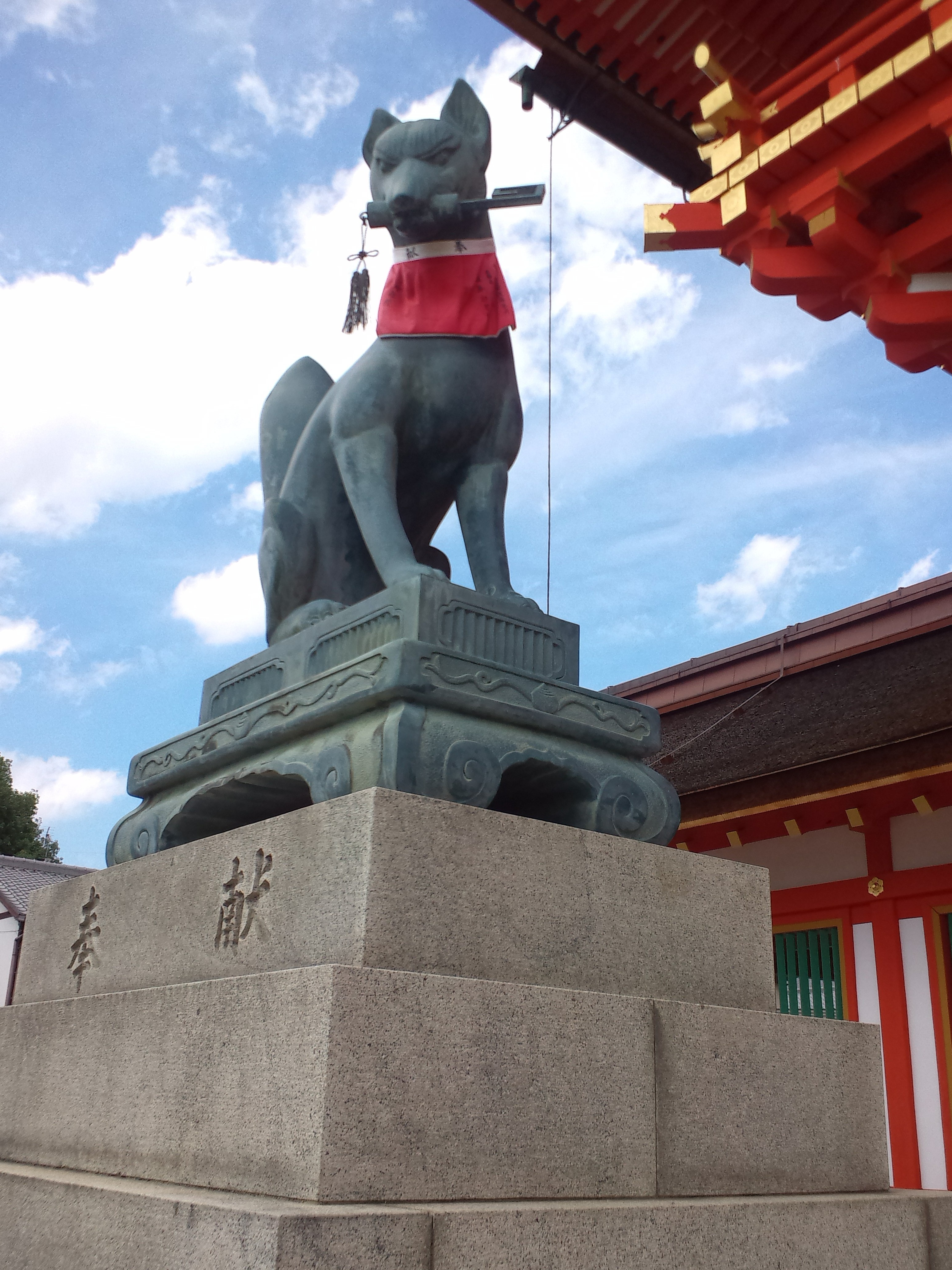
Inari-Statue

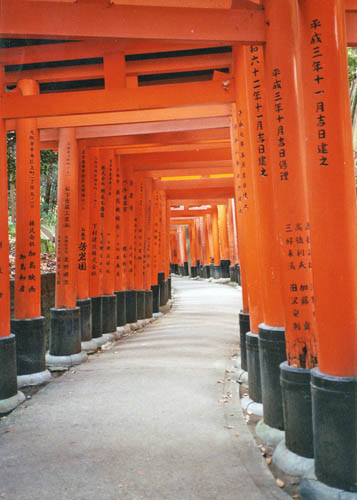
Torii-Weg des Fushimi Inari-Schreins

Inari (jap. 稲荷) ist im japanischen Shintō ursprünglich die Göttin (Kami) bzw. der Gott des Ackerbaus bzw. der Landwirtschaft und des Getreides, insbesondere des Reises. Heutzutage gilt Inari auch als Göttin der gesamten Industrie, einschließlich des Handels und wird als Schutzgöttin des wirtschaftlichen Wohlstands, des industriellen Wohlstands, der Familiensicherheit, der Verkehrssicherheit und der Verbesserung der Unterhaltung verehrt. Füchse gelten als Boten Inaris, insbesondere weiße Füchse, die auch Inari-Füchse genannt werden.
Inari ist ursprünglich Göttin buddhistischen Ursprungs, weswegen sie oft auch buddhistischen Tempeln verehrt wird. Sie wird mit der schintoistischen Göttin der fünf Körner Ukanomitama und mit den buddhistischen Dakinis gleichgesetzt.
Bereits in der Antike wurde den Inari-Füchsen der Titel Myōbu (命婦) verliehen. Inari-Füchse konnten so den Kaiserhof betreten und verlassen.

## Überblick
Der Eingang zu einem Schrein der Gottheit Inari wird meist von einem oder mehreren zinnoberroten Torii und einigen Statuen von Kitsune markiert.
Inari ist in Japan eine populäre Gottheit, für die es in den meisten Orten Japans einen Schrein gibt, insgesamt mehr als 30.000, darunter auch einen im Garten der Deutschen Botschaft in Tokio. Ein Hauptschrein eines Schreinnetzwerks ist der Fushimi-Inari-Schrein in Fushimi bei Kyōto. Dort sind die Pfade, die den Hügel zum Schrein emporführen, mit zahlreichen zinnoberroten Torii und Fuchsstatuen gesäumt, die aus Respekt alle mit einem roten Latz geschmückt sind. Füchse werden manchmal auch als eine Erscheinungsform des Inari-kami angesehen, weshalb sie in Japan vielerorts als heilig gelten. Im Schrein werden dem Fuchsgott Inari Opfer von Reis, Sake und anderer Nahrung dargebracht, um ihn und seine Boten freundlich zu stimmen.
Ein weiteres Zentrum der Inari-Verehrung ist der Tempel Myōgon-ji in der Präfektur Aichi. Wenngleich der Tempel zur zen-buddhistischen Sōtō-shū gehört, ist für seine Besucher Inari der Honzon, von dem man Wohltaten erbittet.
Inari wird sowohl in männlicher als auch weiblicher Gestalt dargestellt. Die Gottheit erscheint oft als alter Mann, der einen Sack Reis trägt und dem zwei weiße Füchse folgen. Das bevorzugte Geschlecht ist regional und von Person zu Person unterschiedlich. Wegen der engen Assoziation mit Kitsune wird Inari oft auch als Fuchs dargestellt. Der Volksglaube schreibt der Gottheit auch die Fähigkeit zu, ihre Gestalt zu ändern. Bei einer Gelegenheit erschien Inari beispielsweise einem niederträchtigen Mann als riesige Spinne, um ihm eine Lektion zu erteilen.
In einigen Teilen von Kyūshū beginnt fünf bis sieben Tage vor dem Vollmond im November ein Fest mit einer Gebetszeit. In dieser Zeit werden jeden Tag Reisopfer zu einem Schrein gebracht und dafür O-mamori (Amulette) empfangen. Das Fest ist besonders auf dem Land bei Nagasaki populär.